# Abir Al-Sahlani
Abir Al-Sahlani, née le 18 mai 1976 à Bassorah en Irak, est une femme politique suédoise.
Membre du Parti du centre, elle siège au Riksdag de 2010 à 2011, de 2011 à 2014 et en 2019. Elle siège au Parlement européen depuis 2019.

## Biographie

### Jeunesse et éducation
Abir Al-Sahlani est née à Bassorah en Irak. Son père, Abid Faisal Ihmaid, était alors actif au sein du parti communiste, alors illégal, et opposant à Saddam Hussein, ce qui les a conduits à fuir en Bulgarie en 1977. Ne se sentant pas en sécurité en Bulgarie, ils sont partis pour Aden, la capitale de l'ancienne République démocratique populaire du Yémen (Yémen du Sud).
Son père est devenu officier dans une armée de résistance irakienne et a combattu au Kurdistan. Abir a déménagé avec sa mère en Syrie et à Damas pendant quelques années puis est retournée au Yémen du Sud. En 1986, du fait de la guerre civile au Yémen, elle  est retournée en Bulgarie. Là, sa famille apprit la mort de son père et, après l'effondrement de l'Union soviétique, elle a fui seule vers la Suède avec son oncle pour s'installer à Härnösand en 1991. Peu de temps après, elle apprend finalement que son père est vivant, mais emprisonné, à Bagdad. La famille a finalement été réunie en Suède.
Pendant ses années de lycée, elle est devenue active au sein de Save the Children. À cette même époque, elle a travaillé pour aider les enfants immigrés à faire leurs devoirs sur ses propres fonds. Au cours de sa dernière année de lycée, elle a travaillé avec le mouvement 5i12 à Härnösand, qui s'occupait des questions de discrimination dans le cadre de la campagne « Alla mot Rasism » (Tout le monde contre le racisme).
Elle étudie à la Mitthögskolan de Sundsvall et à l'université de Stockholm pour devenir scientifique des systèmes. Elle travaille avec Save the Children (Rädda Barnen) et l'association des jeunes de Save the Children.

### Politique

#### Premiers engagements au niveau national
Après la guerre d'Irak de 2003, Abir Al-Sahlani a cherché le soutien des partis locaux de Härnösand pour former des politiciens locaux en Irak, et a été soutenue par le Parti du centre. Elle a suivi son père et a travaillé activement en Irak, en créant un centre pour la démocratie, des séminaires pour les femmes, la formation d'un parti laïc, l'Alliance démocratique nationale, et un parlement des jeunes,. En février 2007, Abir Al-Sahlani a été engagée par le Parti du centre en tant que conseillère politique au Riksdag chargée du suivi des travaux de la commission des affaires étrangères.
Al-Sahlani s'est présentée aux élections du Parlement européen de 2009 en tant que numéro trois sur la liste des candidats du Parti du centre, et n'a pas été élue. Elle s'est ensuite présentée aux élections législatives de 2010 et a fini quatrième sur la liste du Parti du centre pour la circonscription de la municipalité de Stockholm, ce qui lui vaut de devenir suppléante au Parlement du ministre Andreas Carlgren. Après la démission de Carlgren du gouvernement et du Riksdag en septembre 2011, elle est devenue un membre de plein droit du Riksdag.

#### Pause de ses activités parlementaires durant une enquête
À l'été 2013, la Fondation internationale du Parti du Centre a découvert d'importantes lacunes comptables dans les projets de démocratisation menée en Irak. Abir Al-Sahlani a fait l'objet d'une enquête pour infractions pénales. Les projets ont été partiellement financés par l'Agence suédoise de développement et coopération internationale et comprenaient un soutien au parti de l'Alliance démocratique nationale et un soutien à la coalition de l'ONU en Irak. Les projets étaient dirigés par son père, qui était à la tête de l'Alliance démocratique nationale. En mai 2014, ell a été innocentée et a repris ses fonctions en tant que membre du Parlement.
Dans le cadre de l'enquête criminelle, il lui a été conseillé de ne pas se présenter comme candidate aux élections législatives de 2014, un conseil qu'elle a choisi de suivre.

#### Au niveau européen
Lors des élections européennes de 2019, Abir Al-Sahlani était deuxième sur la liste du Parti du centre, et fut élue avec 10,78 % des voix.
Abir Al-Sahlani a donné la priorité à l'égalité des sexes et à la défense de la démocratie pendant sa campagne électorale. Elle siège au sein de la commission de l'emploi et des affaires sociales (EMPL) et à la commission des libertés civiles, de la justice et des affaires intérieures (LIBE) du Parlement européen.

## Positions
Abir Al-Sahlani a soutenu la coalition menée par les États-Unis pendant la guerre d'Irak de 2003. Après la chute de Saddam Hussein, son père est retourné travailler sur le processus de démocratisation, même s'il avait auparavant mis fin à son engagement politique.